# Anisetta Rosati
La Anisetta Rosati è un'azienda italiana che si occupa della produzione e distribuzione di bevande alcoliche.

## Storia

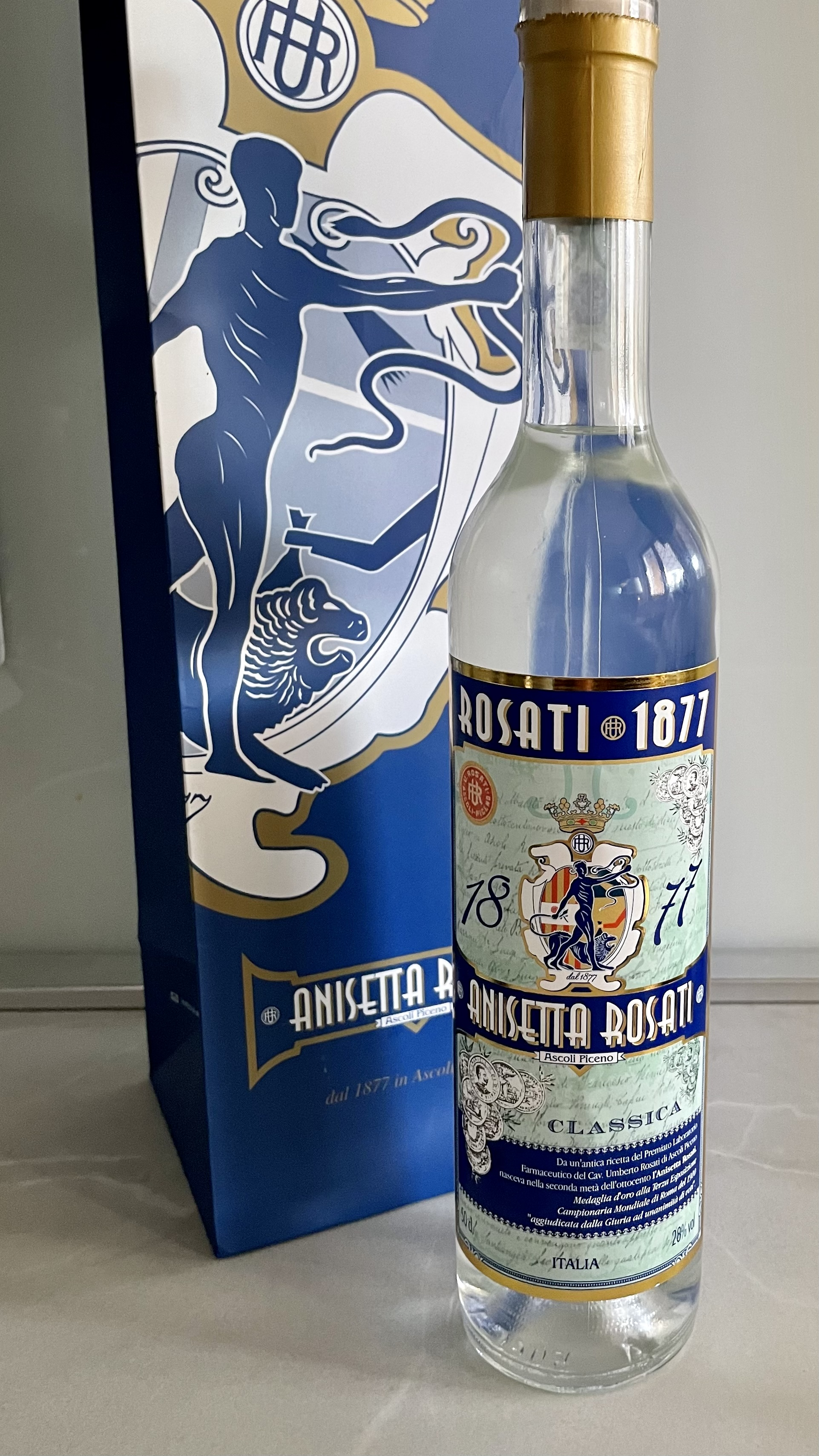
Una bottiglia 50cl di Anisetta Rosati Classica

La Anisetta Rosati nacque ad Ascoli Piceno grazie a Umberto Rosati, industriale chimico e farmacista appartenente a una nobile famiglia  di origine lombarda trasferitasi nel Piceno agli inizi del 1400.
Dopo aver conseguito la laurea in Farmacia e in Chimica e Tecnologia Farmaceutica presso la Università degli Studi di Camerino assunse la direzione dell’antica Farmacia Morganti in Piazza dell’Arengo (attuale Piazza Arringo) ad Ascoli Piceno e nel dicembre del 1887 ne divenne proprietario acquistandola dal vecchio titolare. Nel 1890 acquistò dal curatore del fallimento Giovan Battista Frignani l'omonima farmacia sita all'angolo del Trivio, nell’allora Palazzo della Cassa di Risparmio (oggi Palazzo Rosati). Grazie agli studi personali portati avanti nel corso della fine dell’ottocento Umberto Rosati conseguì la massima onorificenza nella Terza Esposizione Campionaria Mondiale di Roma (svoltasi tra il dicembre 1900 ed il gennaio 1901) per gran parte dei suoi prodotti realizzati nel proprio Laboratorio Chimico Farmaceutico.

## Prodotti
- Alchermes
- Amaro
- Anice
- Anisetta
- Aperitivo
- Caffè
- Coffee Beans
- Chevalier
- Dragée Spicy
- Elixir Imperiale
- Gin
- Mistrà